# Piast Erzsébet bosnyák bánné
Piast Erzsébet (1302 – 1345. augusztus 22. után), bosnyákul: Elizabeta Pjast, lengyelül: Elżbieta kujawska, kujáviai hercegnő, bosnyák bánné, Kotromanić Erzsébet magyar királyné édesanyja. A Piast-ház tagja.

## Élete
Apja III. Kázmér kujáviai herceg, anyja ismeretlen. Apja Piast Erzsébet magyar királyné elsőfokú unokatestvére és Fennena magyar királynénak, III. András magyar király első feleségének a testvére volt. I. Károly, az V. István magyar király harmadszülött lányától, Árpád-házi Mária nápolyi királynétól származó magyar király 1323-ban összeházasította unokatestvérét, az V. István magyar király legidősebb lányától, Árpád-házi Katalin szerb királynétól származó II. István bosnyák bánt a felesége lengyel rokonával, Erzsébettel, hogy magyarországi uralmát ezzel is legitimizálja. A házasságot sokáig nem kísérte gyermekáldás, míg végül majdnem 17 évvel a menyegző után megszületett az egyetlen gyermekük, egy leány, Erzsébet, a későbbi magyar királyné. A kis Erzsébet azonban hamarosan elvesztette édesanyját, akinek a halála után a budai udvarban nevelkedett. Özvegye visszautasította IV. Uroš István Dusán szerb cár házassági ajánlatát 1351 körül, aki fiának, Uroš trónörökös számára szerette volna feleségül kérni a bosnyák bán egyetlen leányát, hogy a két délszláv állam közötti viszályt ezzel az aktussal elsimítsák. Kotromanić István az 1349-ben megözvegyült és gyermektelen I. Lajos magyar királyhoz adta feleségül a lányát, amelynek elrendezése ügyében személyesen járt Budán. Az esküvőre 1353. július 20-án került sor Budán, ami után röviddel az apa is meghalt, így Erzsébet teljesen árván maradt.

## Gyermeke
- Férjétől, II. (Kotromanić) István (–1353) bosnyák bántól, 1 leány:
  - Erzsébet (1340 körül–1387) bosnyák hercegnő, férje I. (Anjou) Lajos (1326–1382) magyar és lengyel király, 4 leány:
    - Anjou Mária (1365–1366) magyar királyi hercegnő
    - Anjou Katalin (1370–1378) magyar és lengyel királyi hercegnő
    - (Anjou) Mária (1371–1395) magyar király, férje Luxemburgi Zsigmond iure uxoris magyar király, 1 fiú:
      - Luxemburgi N. (fiú) (1395–1395) magyar királyi herceg

    - I. (Anjou) Hedvig (1374–1399) lengyel király, férje Jagelló 1351 körül–1434) litván nagyherceg, II. Ulászló néven iure uxoris lengyel király, 1 leány:
      - Jagelló Erzsébet Bonifácia (1399–1399) lengyel királyi hercegnő

## Külső hivatkozások
- Željko Fajfrić: Kotromanići – 2014. május 23.
- FMG/Bosnia Kings Genealogy – 2014. május 23.
- FMG/Poland King Genealogy – 2014. május 23.
- Euweb/The House of Kotromanić – 2014. május 23.
- Euweb/The Piast family – 2014. május 23.
- Genealogie-Mittelalter/Elisabeth Königin von Bosnien – 2014. május 23.

| Előző Nemanjić Erzsébet | Bosznia bánnéja 1324 – 1345 | Következő Sisman Dorottya |